# Бой под Красным (1812)
Бой под Красным — арьергардный бой 27-й пехотной дивизии генерала Д. П. Неверовского против наступающей кавалерии маршала Мюрата, происходивший 2 (14) августа во время Отечественной войны 1812 года у Красного Смоленской губернии.

## Стратегическая ситуация
8 августа началось движение объединённых 1-й и 2-й русских армий севернее Смоленска на Рудню. Предполагалось обнаружить там главные силы французской армии. Для прикрытия южных подступов к Смоленску, на случай неожиданного движения французов, в Красном (в 45 км к юго-западу от Смоленска) был оставлен отряд генерал-майора Оленина, которому в подкрепление направлялись новая 27-я пехотная дивизия Неверовского.

## Ход боя
Генерал Неверовский, узнав о приближении противника, выстроил свою дивизию (6 тысяч солдат) на дороге перед городком Красным с намерением отстоять город. Однако прибывшие передовые посты казаков сообщили об огромных силах подходящей кавалерии французов.
После получения данных казачьих дозоров Неверовский решил отводить войска к Смоленску. В тыл был отправлен 50-й егерский полк и часть артиллерии, Красный был занят одним батальоном 49-го егерского полка с несколькими пушками, остальная часть дивизии была построена на дороге за городом.
24-й легкий полк из 3-го корпуса маршала Нея стремительной атакой выбил из города егерей, которые потеряли все орудия. Затем 15-тысяч кавалерии маршала Мюрата прошли через город и атаковали позиции Неверовского. Харьковские драгуны в отчаянной контратаке понесли большие потери и были вынуждены отойти. Пехота, отбив первые атаки, построилась в каре и начала организованное медленное движение к Смоленску.
Дивизия шла по дороге на Смоленск, заслоняясь придорожными кустами и лесом с флангов, иногда останавливаясь и отгоняя залпами французскую кавалерию. Французы охватили дивизию с двух сторон и с тыла, захватили часть посланной назад артиллерии, но остановить дивизию не могли. После атак углы каре расстраивались, тогда солдаты, оставшиеся вне рядов, погибали под саблями вражеской кавалерии, но в целом, отбиваясь штыками, сохраняли строй.
Через 12 километров дорога вышла к деревне, где рвы и придорожный лес исчезли, и дальнейший путь лежал по открытой местности, на которой господствовала французская кавалерия. Дивизия была окружена и не могла двигаться вперёд. Оставалось пройти ещё 5 километров, чтобы соединиться с 50-м полком, находившимся впереди за речкой. Неверовский оставил здесь заслон, который был отрезан и погиб, прикрывая отход дивизии. За километр от речки открыли огонь 2 уцелевшие пушки. Французы, думая, что к русским прибыло подкрепление, прекратили преследование. Русских спасало отсутствие сильной артиллерии у французов. 

## Результаты
Отступление генерала Неверовского — один из самых широко известных эпизодов Отечественной войны. Недавно сформированная пехотная дивизия, наполовину состоящая из новобранцев, смогла отбить около 45 атак многократно превосходившей её неприятельской кавалерии, хотя и потеряла примерно 1500 солдат (из них 800 – пленными). Свой урон французы оценивают в 500 человек.
По мнению современных историков, упорное сопротивление 27 пехотной дивизии генерала Неверовского не оказало решающего влияния на скорость передвижения французских войск к Смоленску, однако ожесточённый бой под Красным прояснил обстановку, позволив выявить местонахождение и направление движения основных сил французов. 